# 东谷坨遗址
东谷坨遗址，位于中国河北省张家口市东谷坨村，为张家口市阳原县的一个省级文物保护单位，类型为古遗址，公布时间为1993年7月15日。
东谷坨遗址的历史年代为旧石器时代。